# Daniela Aedo
Daniela Aedo Santana (Cidade do México, 12 de fevereiro de 1995) é uma atriz e cantora mexicana, que ficou internacionalmente conhecida aos 5 anos de idade ao protagonizar a novela Carita de ángel.

## Biografia
Sempre viveu na Cidade do México, apesar de sua mãe e toda a família ser de Jalisco.
Começou sua carreira em 1999, aos quatro anos, gravando informes comerciais para a televisão. 
Em 1999, fez um teste de elenco para participar de uma novela infantil e, entre milhares de meninas, foi escolhida para estrelar Carita de Angel, na produção de Nicandro Díaz, ao lado de Lisette Morelos, Miguel de León e Nora Salinas.
Em 2000, fez uma participação especial, na produção de Roberto Hernández Vázquez, na novela Ouse me esquecer, no papel de Andrea (menina).
Em 2001, ela participou de sua segunda novela infantil de sucesso, chamada ¡Vivan los Niños! na produção de Nicandro Díaz, ao lado de Andrea Legarreta.
Em 2004, ela interveio na novela Against Wind and Tide, onde mais uma vez fez o papel de Sandra (menina).
Em 2008, após um longo período de inatividade, ela retorna às novelas, na produção de Juan Osorio, com uma participação especial em Mi Pecado.
Entre 2010 e 2017 fez uma pausa na carreira para se dedicar aos estudos e à recreação, porque é guitarrista, cantora e compositora. Em 2013, ela foi aceita no Berklee College of Music.
Ela já teve dois shows na América Latina até agora. Um dia 19 de abril na Cidade do México, no fórum Bataclán, e outro em Buenos Aires, Argentina, no Mediterranean Café Teatro, apresentando músicas originais de seu próximo álbum e apresentando seu próximo single.
Em 12 de julho de 2025 Daniela veio ao Brasil para fazer um show acústico e ter um momento especial com seus fãs. O show aconteceu em São Paulo SP no teatro viradalata. Ela também participou de alguns programas do SBT e conheceu a Lorena Queiroz que interpretou a Dulce Maria na versão brasileira de Carinha de Anjo.

## Atuações na televisão
| Ano  | Título                       | Personagem                         |
| ---- | ---------------------------- | ---------------------------------- |
| 1998 | Vivo por Elena               | Isabel                             |
| 2000 | Carita de ángel              | Dulce María Valle de Larios        |
| 2001 | Atrévete a olvidarme         | Andrea Rosales (criança)           |
| 2002 | ¡Vivan los niños!            | Marisol Luna                       |
| 2002 | Luz de la vida               | Julia Martins                      |
| 2003 | Mujer, casos de la vida real | Três episódios                     |
| 2004 | Plaza Sésamo                 | Dany                               |
| 2005 | Contra viento y marea        | Sandra Serrano Rudell (criança)    |
| 2009 | Mi pecado                    | Lucrecia Córdoba Pedraza (criança) |
| 2018 | Como dice el dicho           | Elisa                              |
| 2018 | Cuatro Vidas                 | Vianey Albarrán Urquiza            |
| 2019 | Esta historia me suena       | Mireya                             |

## Entrevistas de TV/Trabalhos em Programas
- Vida TV - Apresentadora
- Vive Nestle - Apresentadora
- La Familia Peluche
- Don Francisco Presenta
- El Show de Cristina
- As Crianças do Brasil

## Discos
- Soy Frágil (Sencillo) 2019
- Tinta Negra (Sencillo) 2019
- Invisibles (Sencillo) 2019
- Cicatrizte (Sencillo) 2018
- Voy a Ti (Sencillo) 2017
- ¡Vivan los niños! (2002)
- Carita de ángel (2000)